# شتولاتس (لبانه)
شتولاتس (به صربی: Štulac) یک منطقهٔ مسکونی در صربستان است که در لبانه واقع شده‌است. شتولاتس ۸٫۴۹ کیلومتر مربع مساحت و ۲۷۹ نفر جمعیت دارد.